# Alf Lombard
Alf Lombard (8 de julio de 1902 - 1996 ) fue un romanista y lingüista sueco.

## Biografía
Enseñó en las universidades de Upsala y Lund y fue discípulo de Emanuel Walberg. Escribió numerosos artículos referidos sobre todo a cuestiones gramaticales, y entre otros libros La prononciation du Roumain (1935), Le Verbe Roumain. Étude morphologique I - II (1955), Les constructions niominales dans le francais moderne. Étude syntaxique et stylistique (1930), L´Infinitif de narration dans le langues romanes. Études de syntaxe historique (1930), Sydsvenska och uppsvenska. Bidrag till en jämförelse mellan två former av svenskt riksspråk (1945).

## Obras selectas
- La langue roumaine;: Une presentation (Bibliotheque francaise et romane. Ser. A: Manuels et etudes linguistiques); Publisher: Paris : Klincksieck, 1974.
- Le i prosthetique du roumain
- Rumänsk Grammatik
- Europas och den vita rasens språk. En systematisk översikt (Europa şi limba rasei albe. O privire sistematică)
- Språken på vår jord (Limbajul pe pământul nostru)
- Dictionnaire morphologique de la langue roumaine (1982) (cu Constantin Gâdei)
- Dictionnaire roumain-français (neterminat)
- La prononciation du Roumain
- Le Verbe Roumain. Étude morphologique I - II
- Les constructions nominales dans le francais moderne. Étude syntaxique et stylistique
- L´Infinitif de narration dans le langues romanes. Études de syntaxe historique
- Sydsvenska och uppsvenska. Bidrag till en jämförelse mellan två former av svenskt riksspråk (Suedeza de sud şi suedeza de nord. O contribuţie la o comparaţie între cele două forme al limbii suedeze)
- Niloés Fransk-Svenska Svensk-Franska lexikon
- La Langue Roumaine: Une Presentation

- Datos: Q534493
- Multimedia: Alf Lombard 1902 / Q534493